# コロラド州の都市圏の一覧

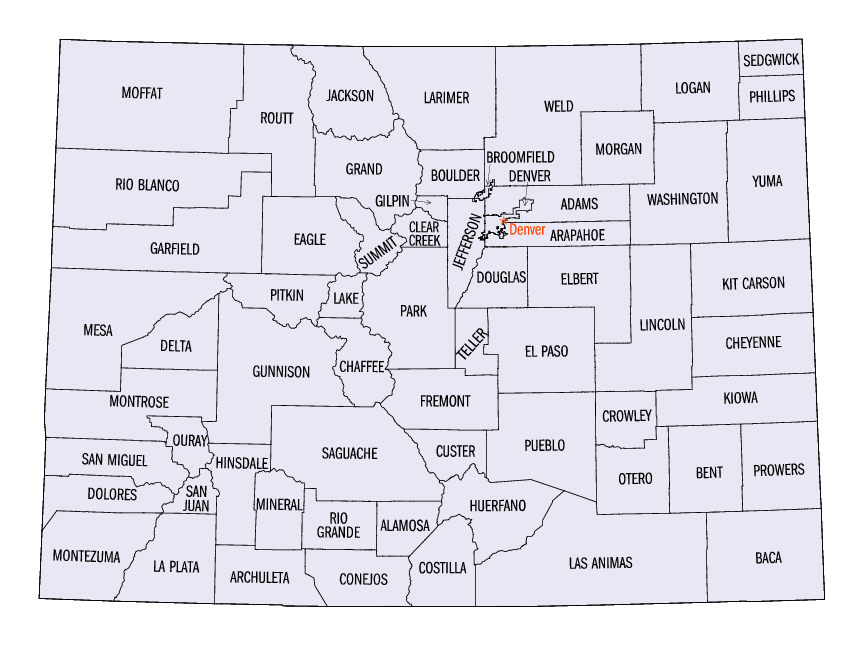
コロラド州の64郡を示す地図

本項目はコロラド州の都市圏の一覧（コロラドしゅうのとしけんのいちらん）である。
アメリカ合衆国国勢調査局は、コロラド州に合同統計地域（CSA/広域都市圏）3ヶ所、大都市統計地域（MSA/都市圏）7ヶ所、および小都市統計地域（μSA/小都市圏）10ヶ所を定義している。下表には、左列より以下の情報を示す。
- 合同統計地域（定義されている場合）の名称
- 合同統計地域の人口
- コアベース統計地域（大都市統計地域および小都市統計地域）の名称
- コアベース統計地域の人口
- 各統計地域に含まれる郡の名称
- 各統計地域に含まれる郡の人口

下表における人口の数値はすべて2020年に行われた国勢調査時のものである。また、合同統計地域、コアベース統計地域（大都市統計地域・小都市統計地域）のいずれも、2023年7月21日時点での定義に従う。
| 合同統計地域                             | 人口         | コアベース統計地域                     | 人口         | 郡                     | 人口    |
| ---------------------------------------- | ------------ | -------------------------------------- | ------------ | ---------------------- | ------- |
| デンバー・オーロラ・グリーリー広域都市圏 | 3,623,560    | デンバー・オーロラ・センテニアル都市圏 | 2,963,821    | デンバー市郡           | 715,522 |
| デンバー・オーロラ・グリーリー広域都市圏 | 3,623,560    | デンバー・オーロラ・センテニアル都市圏 | 2,963,821    | アラパホ郡             | 655,070 |
| デンバー・オーロラ・グリーリー広域都市圏 | 3,623,560    | デンバー・オーロラ・センテニアル都市圏 | 2,963,821    | ジェファーソン郡       | 582,910 |
| デンバー・オーロラ・グリーリー広域都市圏 | 3,623,560    | デンバー・オーロラ・センテニアル都市圏 | 2,963,821    | アダムズ郡             | 519,572 |
| デンバー・オーロラ・グリーリー広域都市圏 | 3,623,560    | デンバー・オーロラ・センテニアル都市圏 | 2,963,821    | ダグラス郡             | 357,978 |
| デンバー・オーロラ・グリーリー広域都市圏 | 3,623,560    | デンバー・オーロラ・センテニアル都市圏 | 2,963,821    | ブルームフィールド市郡 | 74,112  |
| デンバー・オーロラ・グリーリー広域都市圏 | 3,623,560    | デンバー・オーロラ・センテニアル都市圏 | 2,963,821    | エルバート郡           | 26,062  |
| デンバー・オーロラ・グリーリー広域都市圏 | 3,623,560    | デンバー・オーロラ・センテニアル都市圏 | 2,963,821    | パーク郡               | 17,390  |
| デンバー・オーロラ・グリーリー広域都市圏 | 3,623,560    | デンバー・オーロラ・センテニアル都市圏 | 2,963,821    | クリアクリーク郡       | 9,397   |
| デンバー・オーロラ・グリーリー広域都市圏 | 3,623,560    | デンバー・オーロラ・センテニアル都市圏 | 2,963,821    | ギルピン郡             | 5,808   |
| デンバー・オーロラ・グリーリー広域都市圏 | 3,623,560    | ボルダー都市圏                         | 330,758      | ボルダー郡             | 330,758 |
| デンバー・オーロラ・グリーリー広域都市圏 | 3,623,560    | グリーリー都市圏                       | 328,981      | ウェルド郡             | 328,981 |
|                                          |              | コロラドスプリングス都市圏             | 755,105      | エルパソ郡             | 730,395 |
| テラー郡                                 | 24,710       | コロラドスプリングス都市圏             | 755,105      |                        |         |
|                                          |              | フォートコリンズ・ラブランド都市圏     | 359,066      | ラリマー郡             | 359,066 |
| プエブロ・キャニオンシティ広域都市圏     | 217,101      | プエブロ都市圏                         | 168,162      | プエブロ郡             | 168,162 |
| プエブロ・キャニオンシティ広域都市圏     | 217,101      | キャニオンシティ小都市圏               | 48,939       | フレモント郡           | 48,939  |
|                                          |              | グランドジャンクション都市圏           | 155,703      | メサ郡                 | 155,703 |
| エドワーズ・ライフル広域都市圏           | 134,774      | ライフル小都市圏                       | 79,043       | ガーフィールド郡       | 61,685  |
| エドワーズ・ライフル広域都市圏           | 134,774      | ライフル小都市圏                       | 79,043       | ピトキン郡             | 17,358  |
| エドワーズ・ライフル広域都市圏           | 134,774      | エドワーズ小都市圏                     | 55,731       | イーグル郡             | 55,731  |
|                                          |              | デュランゴ小都市圏                     | 55,638       | ラプラタ郡             | 55,638  |
|                                          |              | モントローズ小都市圏                   | 42,679       | モントローズ郡         | 42,679  |
|                                          |              | ブレッケンリッジ小都市圏               | 38,491       | サミット郡             | 31,055  |
| レイク郡                                 | 7,436        | ブレッケンリッジ小都市圏               | 38,491       |                        |         |
|                                          |              | スチームボートスプリングス小都市圏     | 38,121       | ラウト郡               | 24,829  |
| モファット郡                             | 13,292       | スチームボートスプリングス小都市圏     | 38,121       |                        |         |
|                                          |              | フォートモーガン小都市圏               | 29,111       | モーガン郡             | 29,111  |
|                                          |              | アラモサ小都市圏                       | 27,336       | アラモサ郡             | 16,376  |
| コネホス郡                               | 7,461        | アラモサ小都市圏                       | 27,336       |                        |         |
| コスティラ郡                             | 3,499        | アラモサ小都市圏                       | 27,336       |                        |         |
|                                          |              | スターリング小都市圏                   | 21,528       | ローガン郡             | 21,528  |
| （設定無し）                             | （設定無し） | （設定無し）                           | （設定無し） | デルタ郡               | 31,196  |
| （設定無し）                             | （設定無し） | （設定無し）                           | （設定無し） | モンテズマ郡           | 25,849  |
| （設定無し）                             | （設定無し） | （設定無し）                           | （設定無し） | チャフィー郡           | 19,476  |
| （設定無し）                             | （設定無し） | （設定無し）                           | （設定無し） | オテロ郡               | 18,690  |
| （設定無し）                             | （設定無し） | （設定無し）                           | （設定無し） | ガニソン郡             | 16,918  |
| （設定無し）                             | （設定無し） | （設定無し）                           | （設定無し） | グランド郡             | 15,717  |
| （設定無し）                             | （設定無し） | （設定無し）                           | （設定無し） | ラスアニマス郡         | 14,555  |
| （設定無し）                             | （設定無し） | （設定無し）                           | （設定無し） | アーシュレタ郡         | 13,359  |
| （設定無し）                             | （設定無し） | （設定無し）                           | （設定無し） | プロワーズ郡           | 11,999  |
| （設定無し）                             | （設定無し） | （設定無し）                           | （設定無し） | リオグランデ郡         | 11,539  |
| （設定無し）                             | （設定無し） | （設定無し）                           | （設定無し） | ユマ郡                 | 9,988   |
| （設定無し）                             | （設定無し） | （設定無し）                           | （設定無し） | サンミゲル郡           | 8,072   |
| （設定無し）                             | （設定無し） | （設定無し）                           | （設定無し） | キットカーソン郡       | 7,087   |
| （設定無し）                             | （設定無し） | （設定無し）                           | （設定無し） | ヒューファノ郡         | 6,820   |
| （設定無し）                             | （設定無し） | （設定無し）                           | （設定無し） | リオブランコ郡         | 6,529   |
| （設定無し）                             | （設定無し） | （設定無し）                           | （設定無し） | サワチ郡               | 6,368   |
| （設定無し）                             | （設定無し） | （設定無し）                           | （設定無し） | クロウリー郡           | 5,922   |
| （設定無し）                             | （設定無し） | （設定無し）                           | （設定無し） | リンカーン郡           | 5,675   |
| （設定無し）                             | （設定無し） | （設定無し）                           | （設定無し） | ベント郡               | 5,650   |
| （設定無し）                             | （設定無し） | （設定無し）                           | （設定無し） | ユアレイ郡             | 4,874   |
| （設定無し）                             | （設定無し） | （設定無し）                           | （設定無し） | ワシントン郡           | 4,817   |
| （設定無し）                             | （設定無し） | （設定無し）                           | （設定無し） | カスター郡             | 4,704   |
| （設定無し）                             | （設定無し） | （設定無し）                           | （設定無し） | フィリップス郡         | 4,530   |
| （設定無し）                             | （設定無し） | （設定無し）                           | （設定無し） | バカ郡                 | 3,506   |
| （設定無し）                             | （設定無し） | （設定無し）                           | （設定無し） | セジウィック郡         | 2,404   |
| （設定無し）                             | （設定無し） | （設定無し）                           | （設定無し） | ドロレス郡             | 2,326   |
| （設定無し）                             | （設定無し） | （設定無し）                           | （設定無し） | シャイアン郡           | 1,748   |
| （設定無し）                             | （設定無し） | （設定無し）                           | （設定無し） | カイオワ郡             | 1,446   |
| （設定無し）                             | （設定無し） | （設定無し）                           | （設定無し） | ジャクソン郡           | 1,379   |
| （設定無し）                             | （設定無し） | （設定無し）                           | （設定無し） | ミネラル郡             | 865     |
| （設定無し）                             | （設定無し） | （設定無し）                           | （設定無し） | ヒンズデール郡         | 788     |
| （設定無し）                             | （設定無し） | （設定無し）                           | （設定無し） | サンファン郡           | 705     |

## 註
1. ↑  QuickFacts. U.S. Census Bureau. 2020年.
2. ↑  OMB Bulletin No. 23-01, Revised Delineations of Metropolitan Statistical Areas, Micropolitan Statistical Areas, and Combined Statistical Areas, and Guidance on Uses of the Delineations of These Areas. Office of Management and Budget. 2023年7月21日.